# كينغستون (نيويورك)
كينغستون (بالإنجليزية: Kingston) هي مدينة في ولاية نيويورك الأمريكية. يبلغ عدد سكانها حسب تعداد سنة 2000: 23,462 نسمة. ويبلغ عددهم حسب تقدير 2007 حوالي:22,620 نسمة.

## التركيبة السكانية
حدّد مكتب تعداد الولايات المتحدة بيانات التركيبة السكانية لكينغستون في تعداد الولايات المتحدة. في ما يلي، التركيبة السكانية حسب تعدادي 2000 و2010.

### تعداد عام 2000
بلغ عدد سكان كينغستون 23,456 نسمة بحسب تعداد عام 2000، وبلغ عدد الأسر 9,871 أسرة وعدد العائلات 5,497 عائلة مقيمة في المدينة. في حين سجلت الكثافة السكانية 1,032.8 نسمة لكل كيلومتر مربع (2,674.9/ميل2). وبلغ عدد الوحدات السكنية 10,637 وحدة بمتوسط كثافة قدره 468.4 لكل كيلومتر مربع (1,213.2/ميل2).
وتوزع التركيب العرقي للمدينة بنسبة 80.38% من البيض و12.77% من الأمريكيين الأفارقة و0.30% من الأمريكيين الأصليين و1.53% من الأمريكيين ذوي الأصول الآسيوية و0% من سكان جزر المحيط الهادئ و1.90% من الأعراق الأخرى و3.12% من عرقين مختلطين أو أكثر و6.46% من الهسبانيون أو اللاتينيون من أي عرق.
بلغ عدد الأسر 9,871 أسرة كانت نسبة 30.2% منها لديها أطفال تحت سن الثامنة عشر تعيش معهم، وبلغت نسبة الأزواج القاطنين مع بعضهم البعض 35.2% من أصل المجموع الكلي للأسر، ونسبة 15.8% من الأسر كان لديها معيلات من الإناث دون وجود شريك، بينما كانت نسبة 4.7% من الأسر لديها معيلون من الذكور دون وجود شريكة وكانت نسبة 44.3% من غير العائلات. تألفت نسبة 36.8% من أصل جميع الأسر من عدة أفراد يعيشون في نفس المنزل ونسبة 14.8% كانت تتألف من شخص يعيش بمفرده يبلغ من العمر 65 عاماً أو أكثر. وبلغ متوسط حجم الأسرة المعيشية 2.28، أما متوسط حجم العائلات فبلغ 3.02.
بلغ العمر الوسطي للسكان 38.1 عاماً. وكانت نسبة 23.6% من القاطنين تحت سن الثامنة عشر، وكانت نسبة 7.8% بين الثامنة عشر والرابعة والعشرين عاماً، ونسبة 28.1% كانت واقعةً في الفئة العمرية ما بين الخامسة والعشرين والرابعة والأربعين عاماً، ونسبة 21.5% كانت ما بين الخامسة والأربعين والرابعة والستين، ونسبة 15.2% كانت ضمن فئة الخامسة والستين عاماً فما فوق. يوجد لكل 100 أنثى 87.7 ذكر، ويوجد لكل 100 أنثى في الثامنة عشر من عمرها فما فوق 82.8 ذكر.
بلغ متوسط دخل الأسرة في المدينة 31,594 دولارًا، أما متوسط دخل العائلة فبلغ 41,806 دولارًا. وكان متوسط دخل الذكور 31,634 دولارًا مقابل 25,364 دولارًا للإناث. وسجل دخل الفرد الخاص بالمدينة 18,662 دولارًا. وكانت نسبة 12.4% من العائلات ونسبة 15.8% من السكان تحت خط الفقر، وكان من هؤلاء نسبة 23.8% تحت سن الثامنة عشر ونسبة 10.3% في الخامسة والستين من العمر وما فوق.

## معرض صور

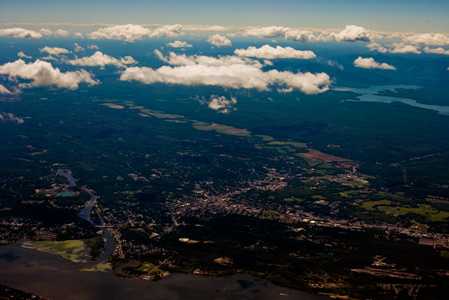
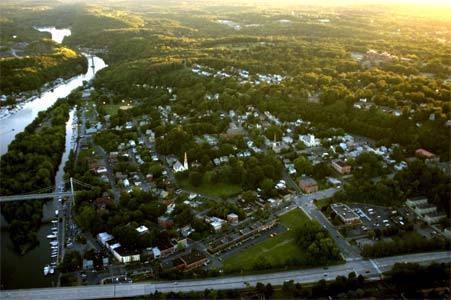
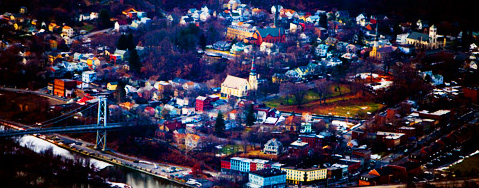
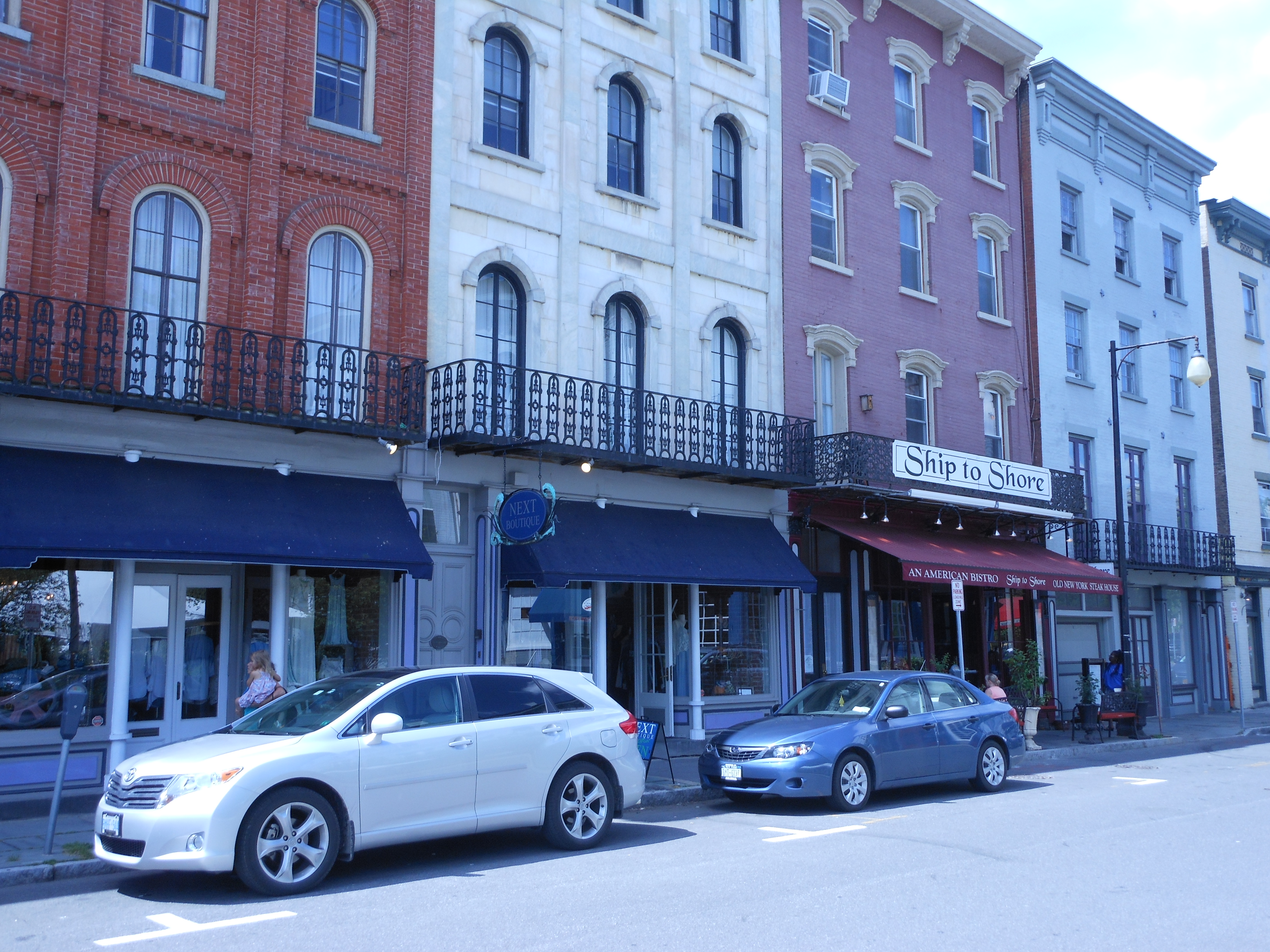

### تعداد عام 2010
بلغ عدد سكان كينغستون 23,893 نسمة بحسب تعداد عام 2010، وبلغ عدد الأسر 10,217 أسرة وعدد العائلات 5,441 عائلة مقيمة في المدينة. في حين سجلت الكثافة السكانية 1,052.1 نسمة لكل كيلومتر مربع (2,724.9/ميل2). وبلغ عدد الوحدات السكنية 11,147 وحدة بمتوسط كثافة قدره 490.8 لكل كيلومتر مربع (1,271.2/ميل2).
وتوزع التركيب العرقي للمدينة بنسبة 73.22% من البيض و14.56% من الأمريكيين الأفارقة و0.46% من الأمريكيين الأصليين و1.81% من الأمريكيين ذوي الأصول الآسيوية و0.03% من سكان جزر المحيط الهادئ و4.94% من الأعراق الأخرى و4.98% من عرقين مختلطين أو أكثر و13.41% من الهسبانيون أو اللاتينيون من أي عرق.
بلغ عدد الأسر 10,217 أسرة كانت نسبة 27.6% منها لديها أطفال تحت سن الثامنة عشر تعيش معهم، وبلغت نسبة الأزواج القاطنين مع بعضهم البعض 31.7% من أصل المجموع الكلي للأسر، ونسبة 16% من الأسر كان لديها معيلات من الإناث دون وجود شريك، بينما كانت نسبة 5.6% من الأسر لديها معيلون من الذكور دون وجود شريكة وكانت نسبة 46.7% من غير العائلات. تألفت نسبة 37.5% من أصل جميع الأسر من عدة أفراد يعيشون في نفس المنزل ونسبة 12.9% كانت تتألف من شخص يعيش بمفرده يبلغ من العمر 65 عاماً أو أكثر. وبلغ متوسط حجم الأسرة المعيشية 2.27، أما متوسط حجم العائلات فبلغ 3.01.
بلغ العمر الوسطي للسكان 39.2 عاماً. وكانت نسبة 21.8% من القاطنين تحت سن الثامنة عشر، وكانت نسبة 8.8% بين الثامنة عشر والرابعة والعشرين عاماً، ونسبة 26.5% كانت واقعةً في الفئة العمرية ما بين الخامسة والعشرين والرابعة والأربعين عاماً، ونسبة 27.6% كانت ما بين الخامسة والأربعين والرابعة والستين، ونسبة 15.2% كانت ضمن فئة الخامسة والستين عاماً فما فوق. وتوزع التركيب الجنسي للسكان بنسبة 48.1% ذكور و51.9% إناث.

## أعلام
- دوغلاس مورو
- جون غلوفر
- أندريه رولان
- توماس كورنيل
- بيتر بوغدانوفيتش
- روبرت هوتون
- آن سويني
- روبرت موريس
- هوارد كوش
- تود ويلز